# 隐形冠军企业
隐形冠军企业，是指具有全球性或区域性市场领袖地位的中小型企业。此类企业的的产品不易被察觉且行事风格低调、社会知名度低，是各自细分领域全球范围内最优秀的企业。德国管理学家赫尔曼·西蒙在其著作《隐形冠军：谁是全球最优秀的公司》提出“隐形冠军企业”的概念。在全球頂尖中小企業中，德國佔據48%。德國企業有99%為中小企業，為德國提供七成的就業崗位和九成的培訓機會。